# 界城镇
界城镇，是中华人民共和国河北省邯郸市峰峰矿区下辖的一个乡镇级行政单位。地处峰峰矿区西南，东与大峪镇相连，南与磁县黄沙镇接壤，西与磁县都党乡交界，北与彭城镇相接。

## 行政区划
界城镇下辖以下地区：
孙庄矿西社区、孙庄矿东社区、黄沙矿社区、北界城村、南界城村、小河沟村、刘起沟村、双合山村、李家山村、孙庄村、苏一村、苏二村、柳条村、东老鸦峪村、西老鸦峪村和前河庄村。